# 느릿느릿 나무늘보 늘
《느릿느릿 나무늘보 늘》는 세븐슬로스에서 제작한 애니메이션이며 KBS 2TV에서 2017년 12월 7일부터 2018년 2월 8일까지 방영했다가 2021년 8월 12일부터 10월 21일까지 2기로 방영했다.

## 방송 일시
| 방송 채널 | 방송일                           | 방송 시간                   |
| --------- | -------------------------------- | --------------------------- |
| KBS2      | 2017년 12월 7일 ~ 2018년 2월 8일 | 목 오후 5시 ~ 5시 15분 종료 |
| KBS2      | 2021년 8월 12일 ~ 10월 21일      | 목 오후 5시 ~ 5시 15분 종료 |

## 등장 인물
- 늘(나무늘보)
- 알(아르마딜로)
- 길(개미핥기)

## 목소리 출연
- 김채하: 늘
- 윤용식: 알, 길

## 방영 목록

### 1기
| 회차       | 방송 일자        | 제목                                                                                | 제목                                                                                |
| ---------- | ---------------- | ----------------------------------------------------------------------------------- | ----------------------------------------------------------------------------------- |
| 1화        | 2017년 12월 7일  | 붐붐시의 하루선풍기커피문자 메시지                                                  | 붐붐시의 하루선풍기커피문자 메시지                                                  |
| 2화        | 2017년 12월 14일 | 샌드위치 점장샌드위치 점장의 비밀악몽느리게 행동하면 일어나는 일해충박멸회사 네스코 | 샌드위치 점장샌드위치 점장의 비밀악몽느리게 행동하면 일어나는 일해충박멸회사 네스코 |
| 3화        | 2017년 12월 21일 | 알람시계정시퇴근메리 크리스마스알의 복수크리스마스 선물                             | 알람시계정시퇴근메리 크리스마스알의 복수크리스마스 선물                             |
| 4화        | 2017년 12월 28일 | 새로운 점원새해소원도전! 다이어트급하게 행동하는 일어나는 일스마트폰 중독           | 새로운 점원새해소원도전! 다이어트급하게 행동하는 일어나는 일스마트폰 중독           |
| 5화        | 2018년 1월 4일   | 이불 안은 따뜻해숙면에 빠지드는 방법화를 다스리는 법1새해다짐화를 다시리는 법2      | 이불 안은 따뜻해숙면에 빠지드는 방법화를 다스리는 법1새해다짐화를 다시리는 법2      |
| 6화        | 2018년 1월 11일  | 무서운 이야기느릿느릿 음악단1늘의 일상둥둥별에서 온 우포디저트                      | 무서운 이야기느릿느릿 음악단1늘의 일상둥둥별에서 온 우포디저트                      |
| 7화        | 2018년 1월 18일  | 화분독서쿠폰북1여행쿠폰북2                                                          | 화분독서쿠폰북1여행쿠폰북2                                                          |
| 8화        | 2018년 1월 25일  | 정전샤샤팀장님의 비밀바나나느릿느릿 음악단2아... 귀찮아                             |                                                                                     |
| 9화        | 2018년 2월 1일   | 슬로푸드 VS 패스트푸드낮잠회식두일 VS 두이늘의 취업                                 | 슬로푸드 VS 패스트푸드낮잠회식두일 VS 두이늘의 취업                                 |
| 최종화(10) | 2018년 2월 8일   | 용감한 시민상느릿느릿 음악단3바퀴벌레가 무서운 이유보조출연자의 사정뜻밖의 휴가     | 용감한 시민상느릿느릿 음악단3바퀴벌레가 무서운 이유보조출연자의 사정뜻밖의 휴가     |

### 2기
| 회차       | 방송 일자        | 제목                                                                   |
| ---------- | ---------------- | ---------------------------------------------------------------------- |
| 1화        | 2021년 8월 12일  | 낚시아이스크림트램펄린늘의 명상어느 투수의 고민                        |
| 2화        | 2021년 8월 19일  | 편의점 정리소소한 행복딸꾹질최고의 낚시왕일광욕                        |
| 3화        | 2021년 8월 26일  | 복사기길의 휴일달콤한 식사일기예보인터넷방송                           |
| 4화        | 2021년 9월 2일   | 샌드백복권고장 난 에어컨우포의 행성제시와 일람                         |
| 5화        | 2021년 9월 9일   | 팀장 샤샤펜세우기옥탑방 손님사우나점심시간                             |
| 6화        | 2021년 9월 16일  | 딱지치기우렁이 각시슬기로운 격리생활마스크찐빵장사전화사기             |
| 7화        | 2021년 9월 23일  | 점장님이 이상하셔요거트 전쟁꿈속에서의 꿈조이와 개미바람풍선아르바이트 |
| 8화        | 2021년 9월 30일  | 홈쇼핑중독병뚜껑 날리기보람찬 하루참된 휴가두일의 창업선물             |
| 9화        | 2021년 10월 7일  | 예매전쟁야간 아르바이트케이크 만들기떨어진 돈                          |
| 10화       | 2021년 10월 14일 | 게으름의 미학안녕! 새 친구가위바위보모기홍시                           |
| 최종화(11) | 2021년 10월 21일 | 무기력증수고했어 오늘도케이크 만들기명절                               |